# دون ماكلير
دون ماكلير (بالإنجليزية: Don McKellar)‏ (و. 1963  م) هو كاتب سيناريو، ومخرج أفلام، وممثل أفلام كندي، ولد في تورونتو.
.

## التعليم
تعلم في جامعة تورنتو.

## وصلات خارجية
- دون ماكلير على موقع IMDb (الإنجليزية)
- دون ماكلير على موقع قاعدة بيانات الأفلام العربية
- دون ماكلير على موقع ألو سيني (الفرنسية)
- دون ماكلير على موقع ميوزك برينز (الإنجليزية)
- دون ماكلير على موقع أول موفي (الإنجليزية)
- دون ماكلير على موقع قاعدة بيانات برودواي على الإنترنت (الإنجليزية)
- دون ماكلير على موقع قاعدة بيانات الأفلام السويدية (السويدية)
- دون ماكلير على موقع إن إن دي بي (الإنجليزية)
- دون ماكلير على موقع قاعدة بيانات الفيلم (الإنجليزية)
- دون ماكلير على موقع كينوبويسك (الروسية)